# 37-мм автоматическая пушка 70-К
37-мм автоматическая зенитная артустановка 70-К — автоматическая пушка калибра 37 мм, стоявшая на вооружении Военно-Морского Флота СССР с 1940 года. Артиллерийская установка являлась морской версией армейской 37-мм артустановки 61-К.

## История проектирования
Разработка 37-мм автомата 61-К началась на заводе № 8 в 1935 году.
На основе одноствольной автоматической пушки 70-К также были разработаны двуствольные ЗАУ 66-K (предназначенные для вооружения крейсеров проекта 68-К) и четырёхствольные ЗАУ 46-К (предназначенные для вооружение линейных кораблей проекта 23 и тяжёлых крейсеров проекта 69). Однако по ряду причин, в серийное производство данные установки так и не поступили.

## История эксплуатации

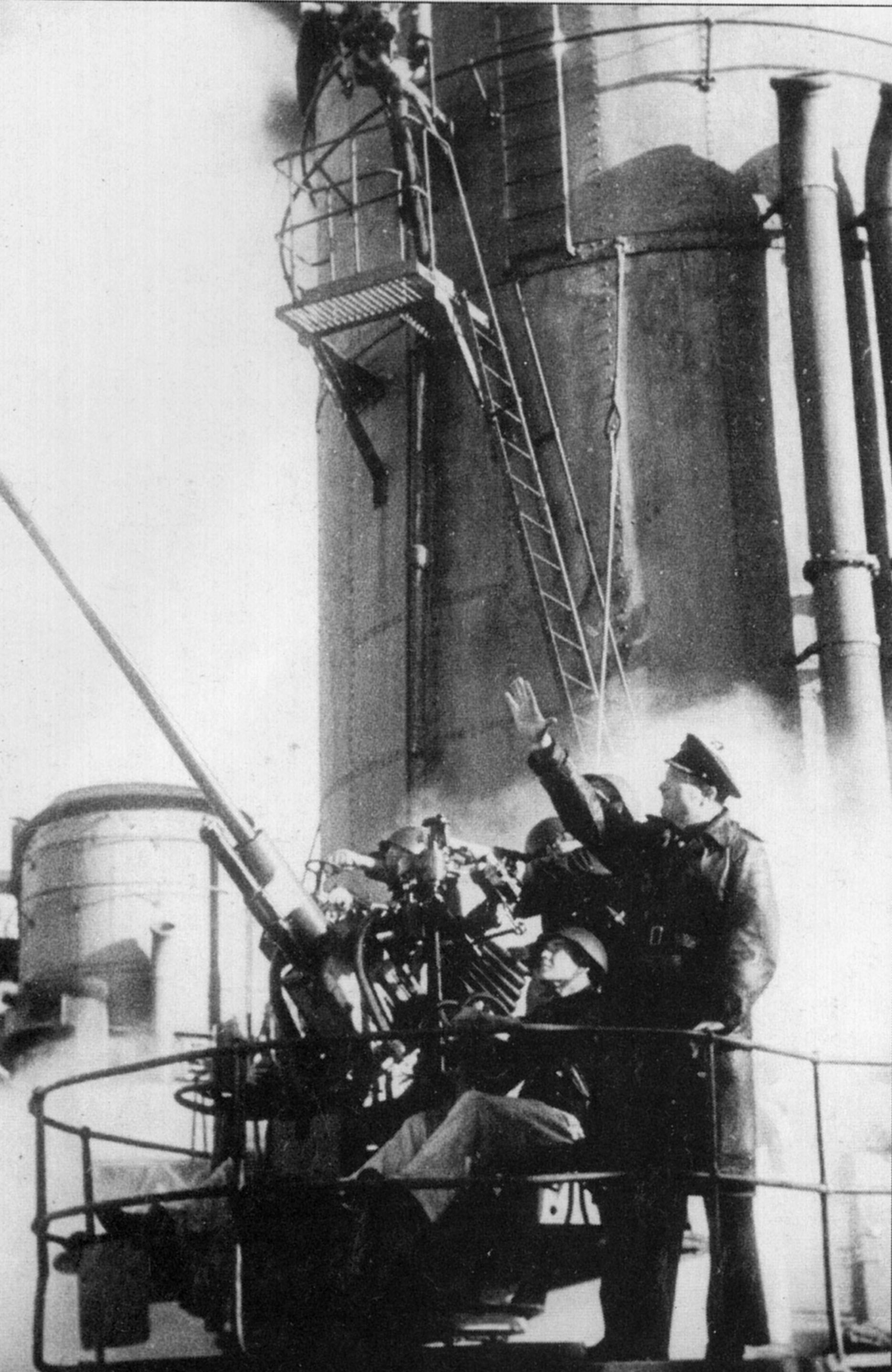
Пушка на крейсере «Красный Кавказ»

ЗАУ 70-К была создана в 1938 году, и через 2 года (в 1940 году) была принята на вооружение ВМФ. В 1942 — 1943 годах ЗАУ 70-К постепенно заменила на большинстве советских кораблей полуавтоматическую 45-мм артустановку 21-К. В период Второй мировой войны на советский военно-морской флот поступила 1671 такая артустановка (и дополнительно 489 единиц модели 61-К поступило в армию). Всего до 1955 года было произведено 3113 артиллерийских установок 70-К.

## Описание конструкции
Зенитное орудие 70-К имело ствол моноблок, навинтной казённик и вертикальный клиновой затвор. Автоматика ЗАУ работала за счёт энергии отдачи ствола при коротком откате ствола. Питание автомата патронами — непрерывное, вертикальное, велось с помощью обойм на 5 патронов. В откате участвовал пружинный досылатель броскового типа, связанный с казёнником.
Охлаждение АУ было воздушным и имело ограничения: так у 37-мм ствола с воздушным охлаждением длина непрерывной очереди составляла лишь 100 выстрелов по сравнению с не менее чем 158 у ствола с водяным охлаждением. После 100 выстрелов ствол с воздушным охлаждением либо следовало заменять (на что требовалось не менее 15 минут), либо ждать его охлаждения около 1,5 часов.

## Тактико-технические характеристики артиллерийской установки
- Число орудий в АУ — 1

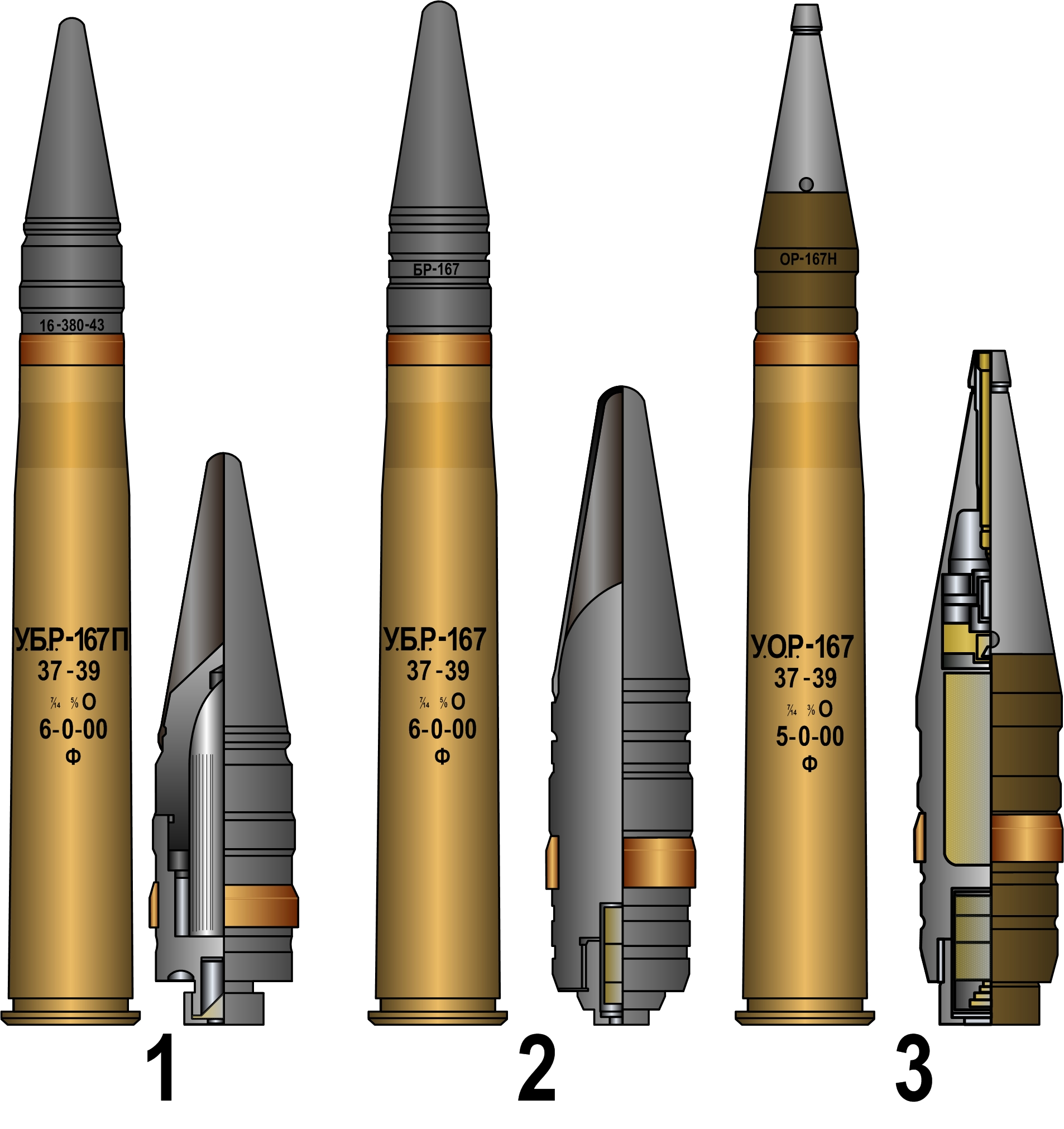
Боеприпасы

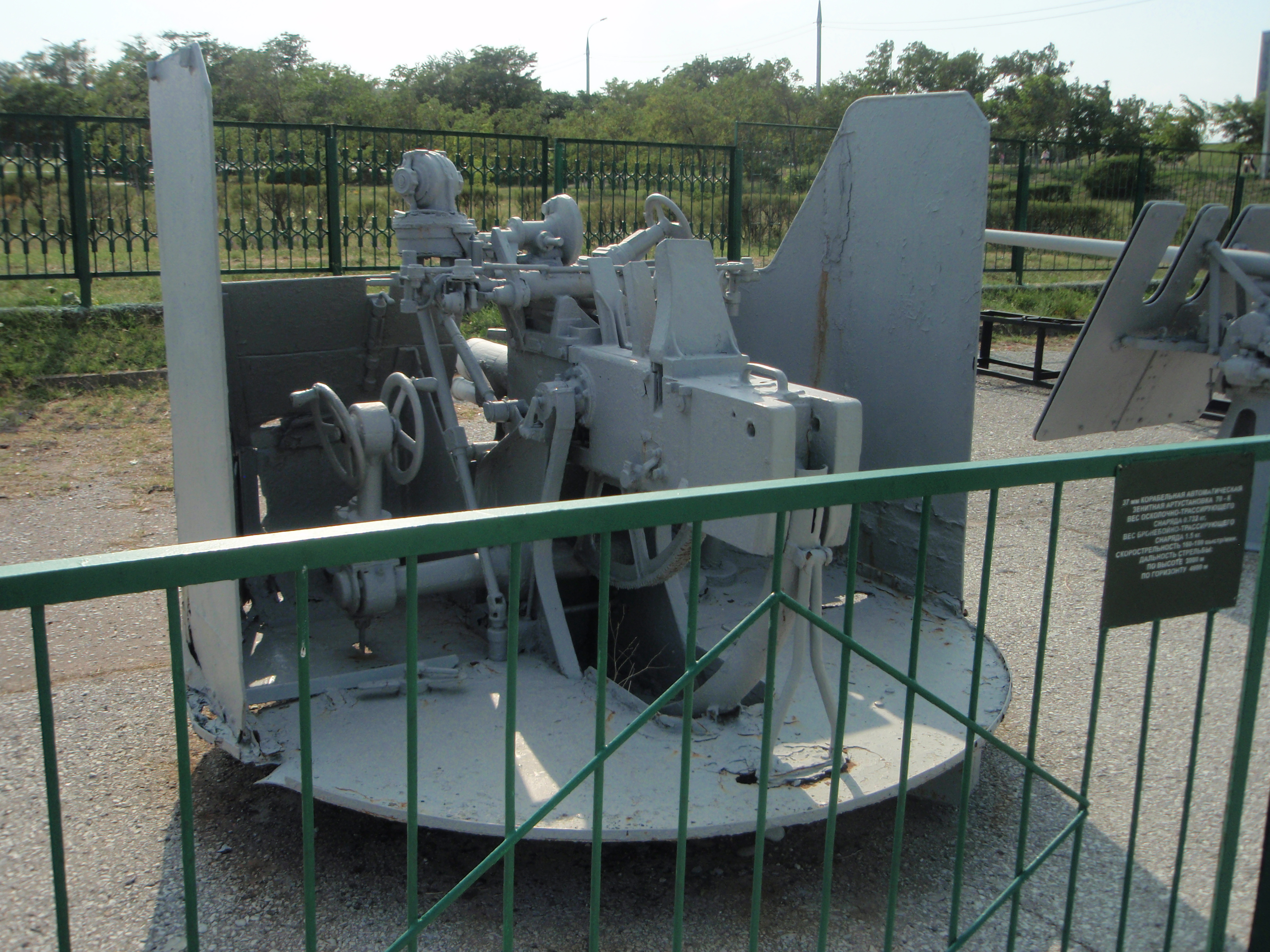
37-мм зенитная корабельная пушка 70-К в музее-заповеднике «Малая земля», Новороссийск

- Длина ствола полная, мм/калибров — 2720/73,5 (с пламегасителем)
- Длина нарезной части — 2054
- Объём каморы — 0,267 дм³
- Число нарезов — 16
- Длина хода нарезов — 25 клб
- Глубина нарезов — 0,45 мм
- Скорость вертикального наведения (вручную)- 15 градусов
- Скорость горизонтального наведения (вручную) — 19, 6 градусов
- Длина отката — 150—170 мм
- Высота линии огня — 10195 мм
- Радиус обметания, дульным срезом/казённой частью — 2800/1080 мм
- Вес качающейся части — 555 кг
- Вес откатных частей ствола — 127,5 кг
- Вес вращающейся части — 1100 кг
- Общая масса АУ — 1350 кг
- Расчёт — 5-6 чел.
- Начальная скорость снаряда — 880 м/с
- Дальность стрельбы баллистическая — 8400 м
- Дальность стрельбы баллистическая по самоликвидатору — 4000 м
- Масса осколочно-трассирующего патрона/снаряда — 1496/732 г
- Масса бронебойно-трассирующего патрона/снаряда — 1522/758 г
- Масса и марка пороха — 210 г (порох марки 7/7)

## Боеприпасы и баллистика
Выстрелы орудия комплектовались в виде унитарного патрона. Длина гильзы 252 мм, вес — 536 г. В гильзе размещён заряд из пороха марки 7/14 (для выстрелов с бронебойными снарядами также использовался порох марки 7/7): Ж-167 весом 0,205 кг либо ЖН-167 для осколочных снарядов, Ж-167 весом 0,2 или 0,21 кг для бронебойных калиберных снарядов, Ж-167П весом 0,217 кг для подкалиберных снарядов. На дне гильзы уложен воспламенитель весом 5 г в миткалёвом картузе, между стенкой гильзы и порохом вставлен флегматизатор весом 9,2 г, свёрнутый в трубку. Над зарядом уложен размеднитель в виде мотка свинцовой проволоки весом 4 г. Сверху заряд закреплён картонным кружочком, имеющим просечку в центре для обеспечения воспламенения трассёра. Выстрелы хранились в ящиках по 30 патронов, перед применением снаряжались в обоймы Ю-9 по 5 патронов, вес обоймы с патронами 8 кг. Выстрелы 70-К не имели взаимозаменяемости с выстрелами других 37-мм пушек (кроме её сухопутного оригинала 61-К), за исключением 37-мм авиадесантной пушки образца 1944 года (ЧК-М1) и малосерийной авиационной пушки Ш-37, созданных на основе баллистики 61-К и использовавших аналогичные боеприпасы.
Осколочно-трассирующие снаряды ОР-167 использовались во время Великой Отечественной войны. В послевоенные годы на вооружение был принят снаряд ОР-167Н. Снаряды использовали взрыватель МГ-37 с самоликвидатором, срабатывавшим после удаления снаряда на дистанцию около 4000 м.

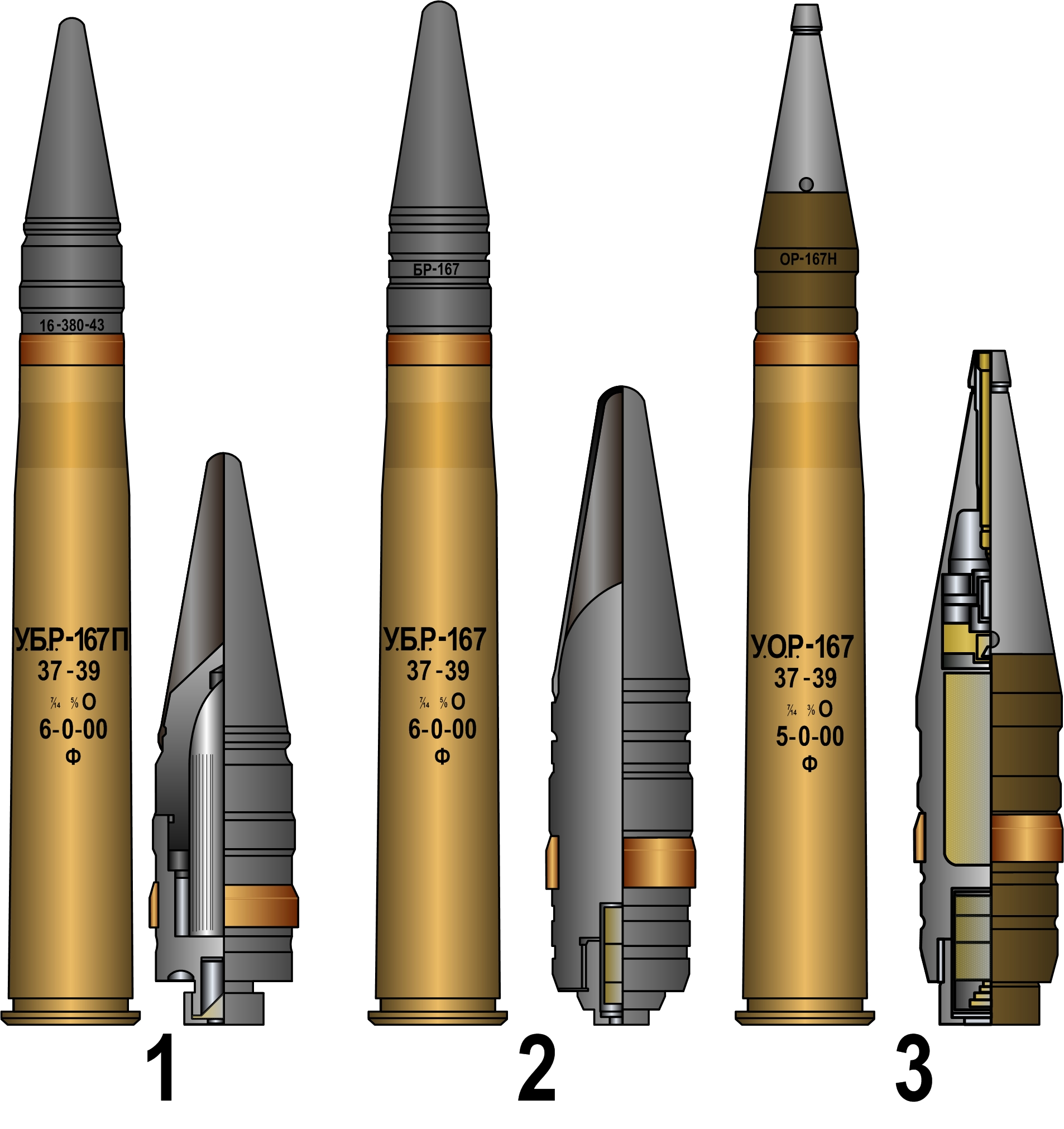
Выстрелы и снаряды к 37-мм автоматической зенитной пушке обр. 1939 г.
- Выстрел УБР-167П со снарядом БР-167П.
- Выстрел УБР-167 со снарядом БР-167.
- Выстрел УОР-167Н со снарядом ОР-167Н.

Бронебойно-трассирующий снаряд БР-167 сплошной (не имел разрывного заряда), остроголовый с баллистическим наконечником. Подкалиберный бронебойно-трассирующий снаряд обтекаемой формы БР-167П изначально разработан для пушки ЧК-М1, выпускался с 1944 года (всего за годы войны было выпущено около 100 тысяч 37-мм подкалиберных снарядов).
| Номенклатура боеприпасов                                            |                 |                 |             |                         |                           |
| Тип                                                                 | Индекс выстрела | Вес снаряда, кг | Вес ВВ, г   | Начальная скорость, м/с | Дальность табличная, м    |
| Осколочные снаряды                                                  |                 |                 |             |                         |                           |
| Осколочно-трассирующая граната со взрывателем МГ-37                 | УОР-167         | 0,732           | 37 (ТНТ)    | 880                     | 4000 (по самоликвидатору) |
| Осколочно-трассирующая граната со взрывателем Б-37 (послевоенный)   | УОР-167Н        | 0,735           | 34 (A-IX-2) | 880                     | ?                         |
| Калиберные бронебойные снаряды                                      |                 |                 |             |                         |                           |
| Остроголовый с баллистическим наконечником трассирующий сплошной    | УБР-167         | 0,785           | нет         | 872                     | 1500                      |
| Подкалиберные бронебойные снаряды                                   |                 |                 |             |                         |                           |
| Подкалиберный трассирующий обтекаемой формы (в войсках с 1944 года) | УБР-167П        | 0,62            | нет         | 960                     | 1000                      |

## Оценка
Недостатком автомата была большая потеря времени в цикле в результате последовательной работы основных механизмов: накат ствола — досылка патрона — закрывание затвора. Соотношение между временем цикла — откат-накат ствола и временем работы всех остальных механизмов автомата (1 к 2) говорило о нерациональности используемой схемы (схема «Бофорс»). Свободное движение патронов в приёмнике допускало возможность их перекоса в магазине и задержкам.
Проведённые в 1940 году сравнительные испытания между советской 37-мм артустановкой 61-К и 40-мм американской ЗАУ «Бофорс» показали, что они не имеют существенных различий в своих основных характеристиках.